# Vega (Street Fighter)
Pour les articles homonymes, voir Véga (homonymie).
Vega – ou, au Japon, Balrog (バルログ, Barurogu) – est un personnage de fiction issu de la série Street Fighter, éditée par Capcom. C'est un matador espagnol pratiquant un art martial adapté du ninjutsu.

## Biographie
Vega est un espagnol au visage androgyne, aux yeux bleus et aux cheveux blonds ou châtains (selon les différentes versions), lisses et très longs. Son apparition originale dans Street Fighter II: The World Warrior le montre cependant avoir les yeux du même violet que ses tatouages et sa tenue (bien que cela s'explique principalement par les limitations techniques du jeu de 1991, qui ne permettaient pas de dépasser les 24 couleurs par personnage).
Il est né le 27 janvier 1967 à Barcelone dans une famille aristocrate. Sa mère était très belle mais pauvre, son père laid mais riche. Son père tua sa mère au cours d'une dispute conjugale. Vega, ne le supportant pas, tua son père et sombra dans un narcissisme fou.
Il est dans la plupart des opus de la série l'homme de main dévoué de M. Bison, le maître de l'organisation Shadaloo. Il est toréro mais aussi ninja, et pratique ainsi un mélange de tauromachie et de ninjutsu. La combinaison des deux fait de lui un adversaire extrêmement rapide dans une manière de combattre qu'il a lui-même nommé le ninjutsu espagnol. Lors de ses combats, il porte à la main gauche une griffe de poignet (un gros bracelet de poignet relié à une mitaine dont la partie proximale (supérieure) est constituée d'une plaque de métal d’où partent trois longues lames acérées recourbées à la pointe, afin de ne pas estoquer ses adversaires) car « il ne supporterait pas que le sang de ses victimes touche sa peau ». Narcissique à l'extrême, il protège son visage avec un masque car sa plus grande peur est que l'on touche à son visage. Son passe-temps favori est de faire des combats en cage, où il est très à l'aise contre ses adversaires.
Personnage séduisant et prétentieux, Vega excelle dans le rôle du tueur narcissique, sadique et pervers, offrant une contre-partie raffinée au brutal Balrog, un des autres lieutenants de M. Bison. Son design farfelu est inspiré des toreadors, ainsi que de deux célèbres personnages de films d'horreur, Freddy Krueger et Jason Voorhees. Dédaigneux à l'extrême, la seule femme qui semble trouver grâce à ses yeux est Elena.
Dans les anime officiels, c'est un personnage très discret, il n'apparaît que furtivement, voire juste évoqué, mais manœuvre toujours en coulisses. Dans le jeu Street Fighter V, le psycho-power de Bison est épuisé, Vega abandonne le combat, jette son masque et se morfond au milieu des ruines.

## Mouvements et coups spéciaux

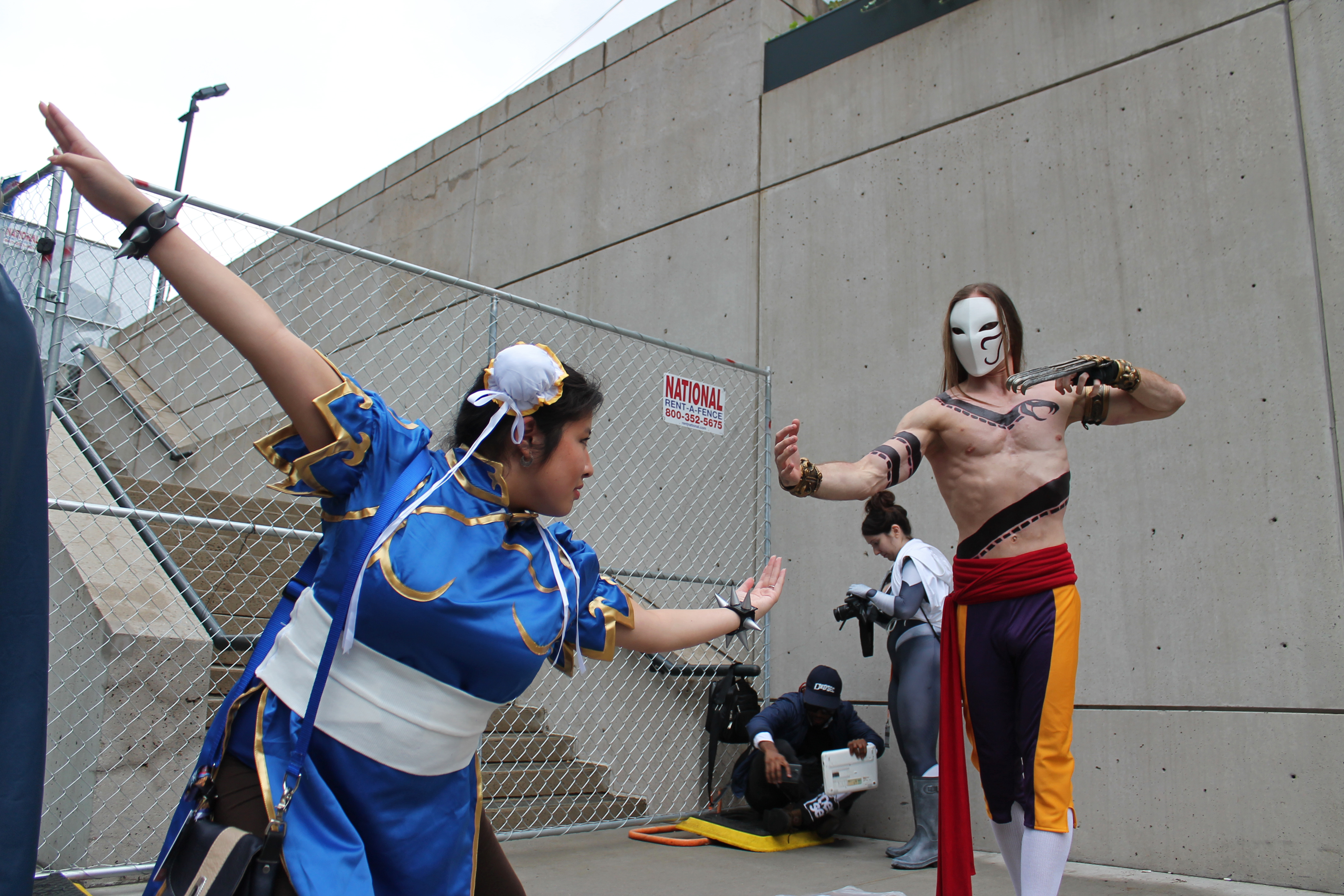
Cosplay avec imitation d'un combat entre Chun-Li et Vega.

Il utilise différentes techniques, dont certaines sont assez récurrentes dans les divers opus de la franchise.

### Mouvements spéciaux
- Wall Jump : tout comme Chun-Li, il peut rebondir sur les murs.
- Le Back Slash : un saut périlleux arrière qu'il utilise pour esquiver les coups de l'adversaire. Il peut le faire à diverses ampleurs ;
- Saut rapide : Vega prend un appui contre un mur (ou la cage s'il se bat chez lui), saute au plafond puis plonge sur son adversaire. Il peut alors exécuter un Flying Barcelona Attack, un Izuna Drop, ou ne rien faire.

### Coups spéciaux
- Le Rolling Crystal Flash : un enchaînement de roulades avant, qui se termine par un coup de griffe sur l'adversaire ;
- Le Flying Barcelona Attack : durant le saut rapide, Vega tombe sur l'adversaire en exécutant un saut de l'ange.
- Le Izuna Drop : durant le saut rapide, Vega attrape l'adversaire en vol pour lui infliger une german suplex. Une variante très puissante de cette attaque, le Rolling Izuna Drop, consiste à lui infliger non plus une, mais trois german suplexes à la suite ;
- Le Sky High Claw : Vega rebondit sur le mur et fonce vers son adversaire, toute griffe devant ;
- Le Scarlet Terror : un saut périlleux arrière utilisé de manière offensive, les pieds tendus à l'horizontale et donc envoyés dans la tête de son adversaire. Vega l'utilise souvent pour expédier son adversaire en l'air, ou au contraire pour l'accueillir s'il s'y trouve déjà.

D'une manière générale, Vega a une manière de combattre artistique, extrêmement rapide et agile. De même que ses élèves (Cammy, Juni, Juli, Decapre, etc.), il est l'un des personnages ayant la palette de coups la plus difficile à maîtriser, avec un jeu basé sur l'esquive et la contre-attaque.

## Apparitions

### Jeux vidéo
Chaque jeu de la série correspond à un tournoi différent. En fonction du combattant choisi, il existe différentes histoires fictives possibles.  
Street Fighter Alpha 3
Vega fait sa première apparition chronologique dans Street Fighter Alpha 3 (sorti après Street Fighter II: The World Warrior mais se déroulant chronologiquement avant celui-ci). Il est dans cet opus un membre de Shadaloo, l'organisation dirigée par M. Bison, et a pour but de retrouver une jeune fille nommée Cammy White afin de la mener à M. Bison pour qu'il puisse la soumettre à des expériences scientifiques.
Street Fighter II
Vega travaille pour M.Bison, le maître de Shadaloo. Il est envoyé tuer Chun Li pour venger l'arrestation de Cammy.
Street Fighter III
Vega n'est pas présent dans cette série, il est supposé mort depuis l'extinction de Shadaloo.
Street Fighter IV
Dans cet opus, Vega fait son retour. Son objectif est désormais plus personnel : mettre la main sur les données secrètes de recherche de S.I.N. afin de donner la vie éternelle à sa jeunesse et à sa beauté.
Super Street Fighter IV
Après avoir essayé de tuer Chun-Li en activant le système de défense de l'organisation S.I.N., Vega s'échappe par hélicoptère, et voit que Chun-Li a survécu. Il est étonné de la voir avec une copie des données, pensant avoir la seule et unique version. Vaguement mécontent, il dit qu'il s'occupera de cette copie plus tard.
Street Fighter V
Vega a été annoncé, le 3 août 2015, comme faisant partie du cinquième tournoi. cependant, d'un point de vue scénaristique, peu de choses sont sues à son sujet, Vega ayant été absent du dernier volet chronologique, Street Fighter III.

### Films
- Street Fighter: L'ultime combat

Dans le film Street Fighter - L'ultime combat, Vega est joué par Jay Tavare. Alors qu'à l'origine il était blond aux yeux bleus et de type caucasien, il est ici de type sud-asiatique/latino, brun aux yeux noirs. Il est membre de l'organisation Shadaloo, sous les ordres de Bison. C'est le digne successeur invaincu de Sagat, qui a pris sa retraite dans le Street Fight. Il se retrouve à plusieurs reprises confronté aux héros du film et finit par être vaincu par Ryu, qui utilise l'environnement ambiant à son avantage, pour éliminer un Vega pourtant prêt à remporter le combat. 
- Street Fighter: La Légende de Chun-Li

Dans le film Street Fighter: Legend of Chun-Li sorti en 2009, Vega est joué par Taboo Nawasha des Black Eyed Peas.

### Animes
- Street Fighter II: The Animated Movie

Dans Street Fighter II, le film, Vega est le deuxième plus fort mercenaire de Bison (comme dans le jeu vidéo). Il est chargé de tuer la jeune agent d'Interpol Chun-Li qui détient trop d'informations sur Shadaloo.
- Street Fighter 2 V

Dans Street Fighter 2 V, Vega est officiellement matador. Il travaille secrètement pour M.Bison, le maître de Shadaloo. Il est attiré par Chun-Li et l'envoûte, puis il combat Ken Masters dans un duel à mort.

## Relations amoureuses
Dans certains manga et animé de la série, Vega a une brève relation amoureuse avec Chun-Li, mais il s'agit de l'univers étendu. Dans le canon officiel, Vega semble détester tout le monde à l'exception d'Elena à qui il déclare sa flamme.